# NGC 189
NGC 189 est un amas ouvert situé dans la constellation de Cassiopée. Il a été découvert par Caroline Herschel le 27 septembre 1783, mais sa découverte n'a pas été classée et on l'oublia. Il a été redécouvert par John Herschel le 27 octobre 1829
NGC 189 est à environ 752 pc (∼2 450 al) du système solaire et, selon la base de données WEBDA, les dernières estimations lui donnent un âge de 10 millions d'années. La taille apparente de l'amas est de 2,9 minutes d'arc, ce qui, compte tenu de la distance, donne une taille réelle maximale d'environ 3,6 années-lumière.
Selon la classification des amas ouverts de Robert Trumpler, NGC 189 renferme moins de 50 étoiles (lettre p) dont la concentration est moyennement faible (III) et dont les magnitudes se répartissent sur un intervalle moyen (le chiffre 2).